# 花の京都・美人姉妹の推理
『花の京都・美人姉妹の推理』（はなのきょうと びしんしまいのすいり）は、1997年から1999年にテレビ朝日系「土曜ワイド劇場」で放送されたテレビドラマシリーズ。全3回。主演はとよた真帆、千堂あきほ。

## キャスト

### 主要人物
谷川百合子
演 - とよた真帆
妹のすみれと共に京都の清水坂で花屋「ブリキのジョーロ」を営む。
谷川すみれ
演 - 千堂あきほ
百合子の妹。百合子と共に花屋「ブリキのジョーロ」を営む。
狩矢警部
演 - 小野寺昭
京都府警の警部。
加藤鈴子
演 - 山村紅葉
松山家のお手伝い（第1作） → 「ブリキのジョーロ」従業員（第2作 - ）。
橋口警部補
演 - 若菜一義
京都府警の警部補。

### ゲスト
第1作『向日葵は死のメッセージ 花の京都、美人姉妹が密室殺人を解く 娘達の遺産相続争い』（1997年）
- 小野夏子（松山の長女） - 鮎ゆうき
- 松山千秋（松山の次女） - 池田有希子
- 松山冬美（松山の三女） - 柴山智加
- 岸本加代（松山の愛人） - 康本美紀
- 野村 - 藤木直人
- 松山（和菓子屋の主人） - 永田博丈
- 川島一平、刀坂悟、稲本郁子、加納健次、田村円、鈴木新次、石原聡、東良仲、三輪浩幸、山中臨在、藤森太介、泉関奈津子、工藤扶美子、小川佳裕

第2作『満開の桜の下に夫と愛人の死体が… 真犯人は妻か娘か息子かそれとも…』（1998年）
- 西条寺美佐子（百合子の大学の同級生） - 安永亜衣
- 西条寺夏彦（旅人の息子） - デビット伊東
- 西条寺冬美（旅人の長女） - 南谷朝子
- 西条寺春美（旅人の次女） - 山本はるか
- 西条寺道元（旅人の弟） - 塙恵介
- 長井時江（西条寺家のお手伝い） - 久保田民絵
- 西条寺旅人（美佐子の夫） - 永田博丈
- 清水（百合子の大学のボート部の部長） - 加納健次
- 相良由木（夏彦の恋人） - 田中麻樹
- 瀬戸みどり（旅人の愛人） - 徳岡典子
- キタハマ（葬儀社の社員） - 柳沢紀男
- ホテルの従業員 - 稲本郁子
- 大垣一郎（西条寺家の運転手） - 遠藤憲一
- 花布記代（弁護士） - 目黒幸子
- 山本廉、東良仲、山中臨在、藤森太介、西山真砂、石原聡、田中俊信、武内俊樹、熊﨑勝彦、広瀬恵梨、佐野有紀、八代京子

第3作『京都・茶道家元連続殺人 鞍馬の火祭りの夜、事件は始まった! 胡蝶蘭が死者に舞う…』（1999年）
- 桂木夏美（良孝と最初の妻の娘） - 沖直未
- 桂木良孝（桃山流の創設者） - 河原崎建三
- 桂木頼信（夏美の夫） - 安藤一夫
- 桂木冬美（良孝と千秋の娘・茶道の先生） - 牛尾田恭代
- 桂木春美（良孝と加代子の娘） - 田島絵里香
- 高田邦彦（冬美の許婚者） - 野依康夫
- 伊藤加代子（良孝の元内弟子） - 久保田民絵
- 山本こずえ（良孝の内弟子） - 尾羽智加子
- 田中浩子（弁護士） - 目黒幸子
- 桂木千秋（芸妓） - 高林由紀子
- 友沢民子 - 島かおり
- 川端槙二、川島一平、岩本千春、西山真砂、手塚なな美、石原聡、山本はるか、茂中晶子、堀之内睦子、高橋成吾、河手歌織

## スタッフ
- 原作 - 山村美紗
- 脚本 - 長野洋、岩瀬蛍
- 監督 - 井上芳夫
- 制作 - テレビ朝日、東阪企画

## 放送日程
| 話数 | 放送日        | サブタイトル                                                                 | 原作                       | 脚本   | 監督     |
| ---- | ------------- | ---------------------------------------------------------------------------- | -------------------------- | ------ | -------- |
| 1    | 1997年7月12日 | 向日葵は死のメッセージ 花の京都、美人姉妹が密室殺人を解く 娘達の遺産相続争い | 『向日葵は死のメッセージ』 | 長野洋 | 井上芳夫 |
| 2    | 1998年5月23日 | 満開の桜の下に夫と愛人の死体が… 真犯人は妻か娘か息子かそれとも…              | 『京都大原殺人事件』       | 岩瀬蛍 | 井上芳夫 |
| 3    | 1999年4月17日 | 京都・茶道家元連続殺人 鞍馬の火祭りの夜、事件は始まった! 胡蝶蘭が死者に舞う… | 『京都茶道家元殺人事件』   | 岩瀬蛍 | 井上芳夫 |